# KZ-Außenlager Lichterfelde

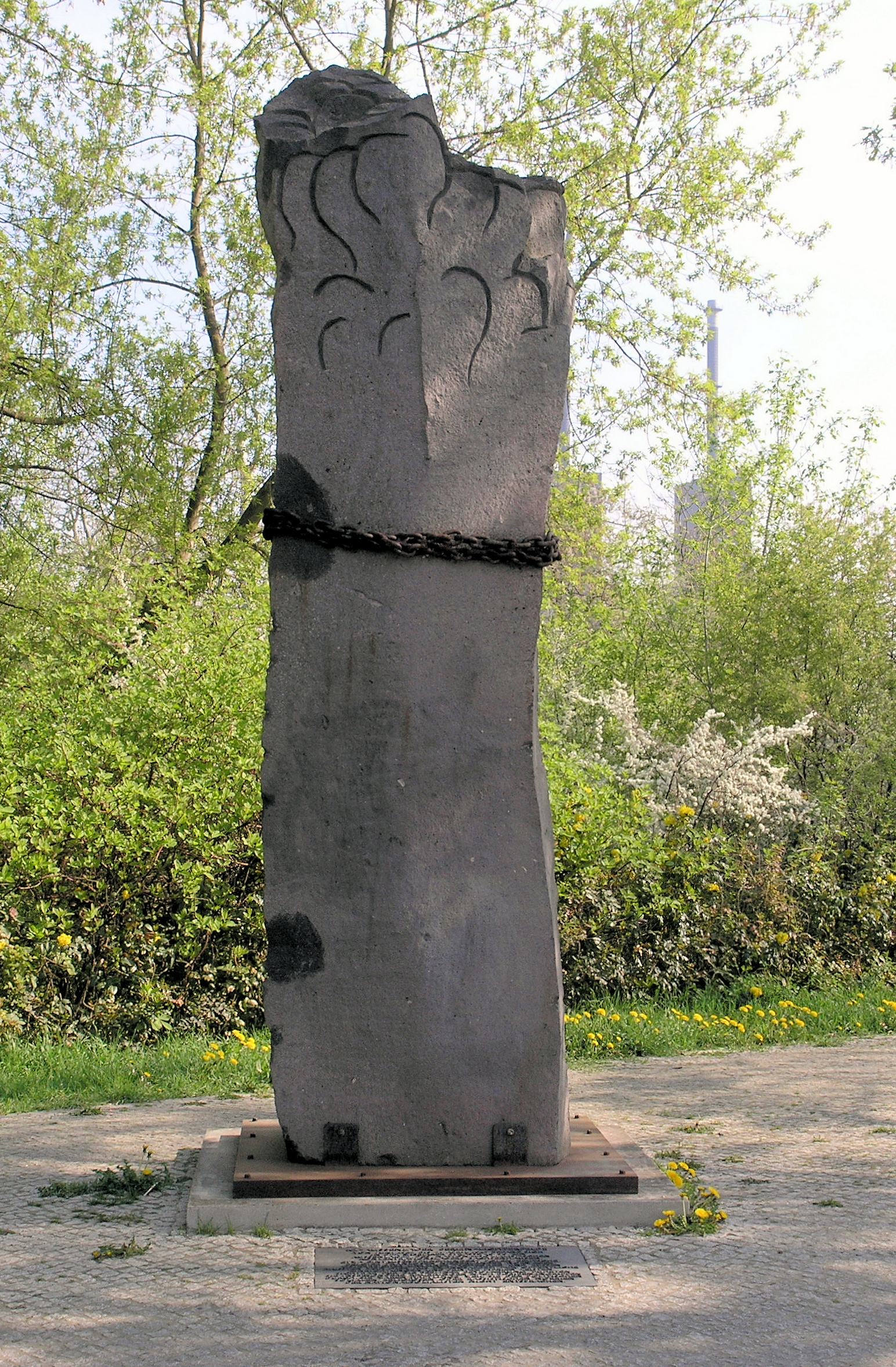
Mahnmal für die KZ-Häftlinge von Lichterfelde: die Säule der Gefangenen von Günther Oellers

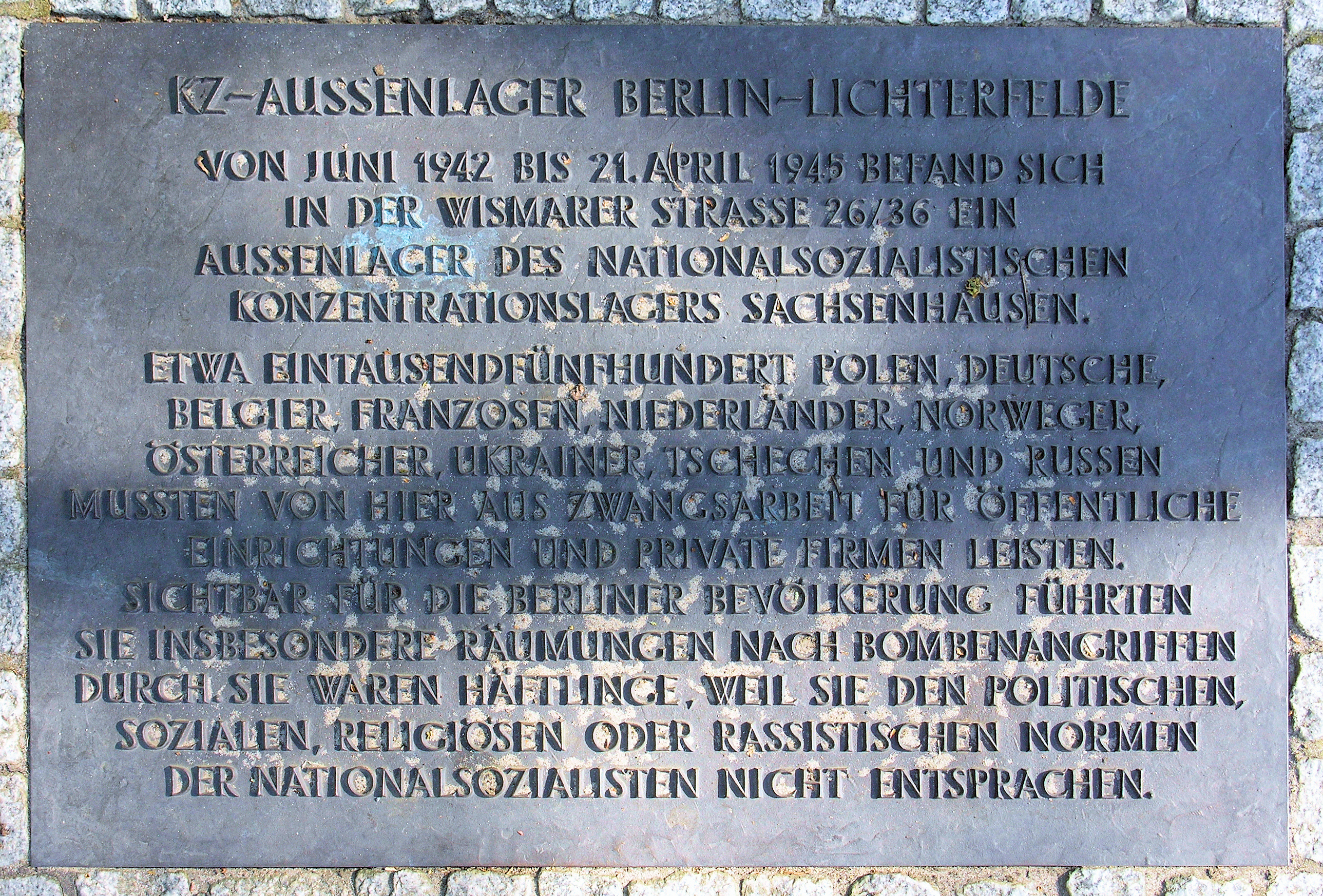
Gedenktafel am Fuße der Stele

Das KZ-Außenlager Lichterfelde bzw. KZ-Außenlager Berlin-Lichterfelde war ein zwischen Juni 1942 und April 1945 in Berlin-Lichterfelde betriebenes Außenlager des nationalsozialistischen Konzentrationslagers Sachsenhausen. Es wurden bis zu 1500 männliche KZ-Häftlinge in einem umzäunten Barackenlager für die Verrichtung von Zwangsarbeit im Rahmen von Bauvorhaben der SS sowie Aufräumarbeiten im Raum Berlin inhaftiert.

## Geschichte
Dieses erste große Außenlager des KZ Sachsenhausen in Berlin wurde ab Dezember 1941 von den Häftlingen, die täglich aus dem Oranienburger Hauptlager gebracht wurden, errichtet. Seine Vorgeschichte hatte Anfang 1941 mit einem kleinen Außenkommando im Hof des SS-Wirtschafts-Verwaltungshauptamts (Unter den Eichen 135) begonnen.
Neben den vier Wohnbaracken mit Dreistockbetten, die für insgesamt 800 Gefangene vorgesehen waren, mussten die Häftlinge Gebäude für die Lagerleitung und Wachmannschaften, den SS-Bauhof sowie ein großes Materiallager mit Garagen und Werkstätten errichten. Unter der Leitung von SS-Hauptscharführer Hermann Skopnik entstanden so 13 Gebäude. Betrieben wurde das KZ-Außenlager vom 23. Juni 1942 bis 21. April 1945.
Das Lager befand sich an der Wismarer Straße 26–36 am Teltowkanal. Ausschlaggebend für die Standortwahl des Außenlagers war die Verlegung der Bauleitung Groß-Berlin der Waffen-SS und Polizei, der Koordinierungsstelle für Bauprojekte der SS im Raum Berlin und für den Wiederaufbau von durch Luftangriffen zerstörte Gebäude, in die Wismarer Straße. Das Areal war zu der Zeit eine Brache. Auf der Ostseite bestand mit dem Teltowkanal eine natürliche Flucht- und Sichtsperre. Im Westen befand sich hinter dem SS-Bauhof die Wohnbebauung entlang des Leibstandartenwegs (seit Juli 1947: Ortlerweg), die ausschließlich von Angehörigen der Leibstandarte SS Adolf Hitler und deren Familien bewohnt wurde. Zur Wismarer Straße hin wurde das Lager durch die Gebäude der SS-Bauleitung und der SS-Wachmannschaften weitgehend abgeschirmt. An der schmalen Nordseite war (und ist noch heute) eine Kleingartenkolonie, die höchstens an den Wochenenden einen Unsicherheitsfaktor darstellen konnte, weshalb dort Schilfmatten-Sichtblenden angebracht wurden und mit den aufgestellten Wachtürmen jede Form von Kontaktaufnahme unterbunden wurde. Auf der Wismarer Straße fuhr eine Straßenbahn, sodass eine gute Logistik gegeben war.
Es war das zweitgrößte KZ-Außenlager in Berlin und galt als das zentrale Außenlager für Berlin. Gesichert wurde es mit einem elektrisch geladenen Stacheldrahtzaun, sechs Wachtürmen und Patrouillengängen mit Diensthunden. Das 7. SS-Totenkopf-Wachbataillon war mit der Bewachung betraut. Vom 16. bis 21. April 1945 ließ die SS das Lager mit zu der Zeit ca. 1500 Insassen räumen und die Gefangenen in das Stammlager verbringen, von wo aus sie zur Evakuierung in Todesmärschen in Richtung Ostsee gezwungen wurden. Viele wurden durch vorrückende amerikanische oder sowjetische Truppen im Raum nördliches Mecklenburg befreit, andere Gruppen wurden von der SS in Wäldern erschossen.

### Lagerleitung
Die Leitung des Lagers im Betrieb hatte von Juni bis Oktober 1942 der für seine Brutalität bekannte SS-Hauptscharführer Gustav Sorge („Eiserner Gustav“) inne. Er soll aufgrund eines Komplotts unter SS-Soldaten abgesetzt worden sein. Von Ende Oktober 1942 bis August 1943 hatte SS-Oberscharführer August Höhn mit ähnlicher Brutalität die Leitung des Lagers inne. Ihm folgten von September 1943 bis März 1944 der SS-Oberscharführer Erwin Seifert, von März bis
Juli 1944 der SS-Untersturmführer Helmuth Sturmhöfel und von Juli 1944 bis April 1945 der SS-Obersturmführer Kurt Artur Ludewig.

### Nachnutzung
Am 24. April 1945 erreichte die Rote Armee das verlassene KZ-Außenlager. Sie hielt es bis Juni 1945 besetzt. Anschließend übernahm die US-Armee das Lager und errichtete dort ab Anfang Juli 1945 ein Kriegsgefangenenlager für deutsche Soldaten und ein Internierungslager für belastete Personen ohne Militärangehörigkeit.
1947 erfolgte die Errichtung eines Jugendhofes als Lager für straffällig gewordene Jugendliche, der im Sommer 1949 wieder aufgelöst wurde. Ab 1950 wurden die KZ-Baracken abgerissen und anschließend ein Lagerplatz für Senatsreserven an Baustoffen angelegt. Mit Auflösung der Senatsreserven folgte die Beräumung des Geländes. Ab 1999 wurden auf dem Gelände Wohngebäude durch die Wohnbau GmbH errichtet.

## Opfer
Die Häftlinge dieses KZ-Außenlagers stammten aus Belgien, Deutschland, Frankreich, Griechenland, Luxemburg, den Niederlanden, Norwegen, Österreich, Polen, der Sowjetunion (Russen, Ukrainer) und der Tschechoslowakei. Es handelte sich vor allem um politisch oder religiös Andersdenkende (bspw. Ernste Bibelforscher) und „Untermenschen“ im Sinne der nationalsozialistischen Ideologie („Asoziale“, Sinti und Roma) mit guten handwerklichen Fähigkeiten.
Die Häftlinge mussten von Montag bis Samstag Arbeitsdienst in einem Arbeitskommando verrichten. Zu Fuß, per LKW, S-Bahn und/oder Straßenbahn (vornehmlich mit Sonderwagen, deren Türen verschließbar waren und die keine Sitzplätze boten) ging es zu der zugewiesenen Arbeitsstelle. Dort musste trotz nur mäßiger Ernährung montags bis freitags jeweils 12 bis 15 Stunden und samstags halbtags in der Regel schwere körperliche Arbeit verrichtet werden. Sie wurden insbesondere zu Bauarbeiten der SS (u. a. im Rahmen der Errichtung der Reichshauptstadt „Germania“) und für die Räumung von Trümmern nach Luftangriffen eingesetzt, außerdem in kriegswichtigen Betrieben wie einem Barackenbaubetrieb in Berlin-Lankwitz und der Spinnstofffabrik Zehlendorf.

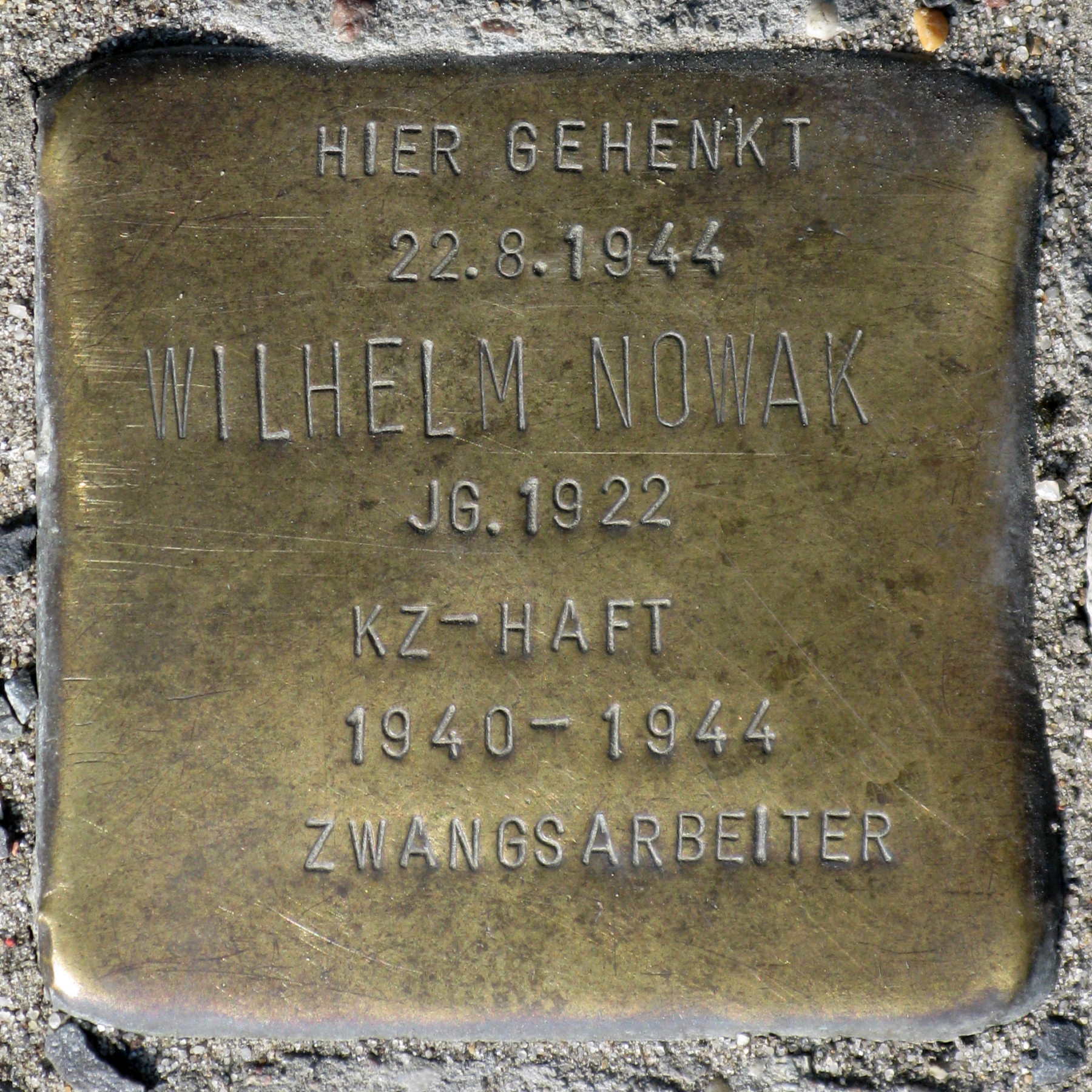
Stolperstein für den ermordeten Wilhelm Nowak in der Wismarer Str. 18a

Mindestens 41 Häftlinge aus dem Außenlager kamen ums Leben, unter ihnen 29 Opfer eines alliierten Luftangriffs auf das Reichssicherheitshauptamt. Namentlich bekannt geworden ist unter anderen der 22-jährige Wilhelm Nowak, der nach einem missglückten Fluchtversuch zusammen mit einem Mithäftling zufällig im Raum Cottbus aufgegriffen wurde, unter Folter verhört wurde, dann erst ins Stammlager des KZ Sachsenhausen verbracht und am 22. August 1944 im KZ-Außenlager Lichterfelde vor allen Mitinhaftierten auf Befehl Himmlers ohne ein ordentliches Gerichtsverfahren unter dem Kommando des vormaligen Lagerleiters August Höhn am Würgegalgen qualvoll hingerichtet wurde. Nowak wird auf der anderen Seite des Teltowkanals mit einem Stolperstein gedacht.
Mindestens fünf Menschen gelang die erfolgreiche Flucht aus dem KZ-Außenlager Lichterfelde: Franz Primus und Josef Pietschmann im Mai 1944, Rudolf Wunderlich im Juni 1944, Rudolf Welskopf im Juli 1944 und Hans Stapel im Februar 1945.

## Gedenken

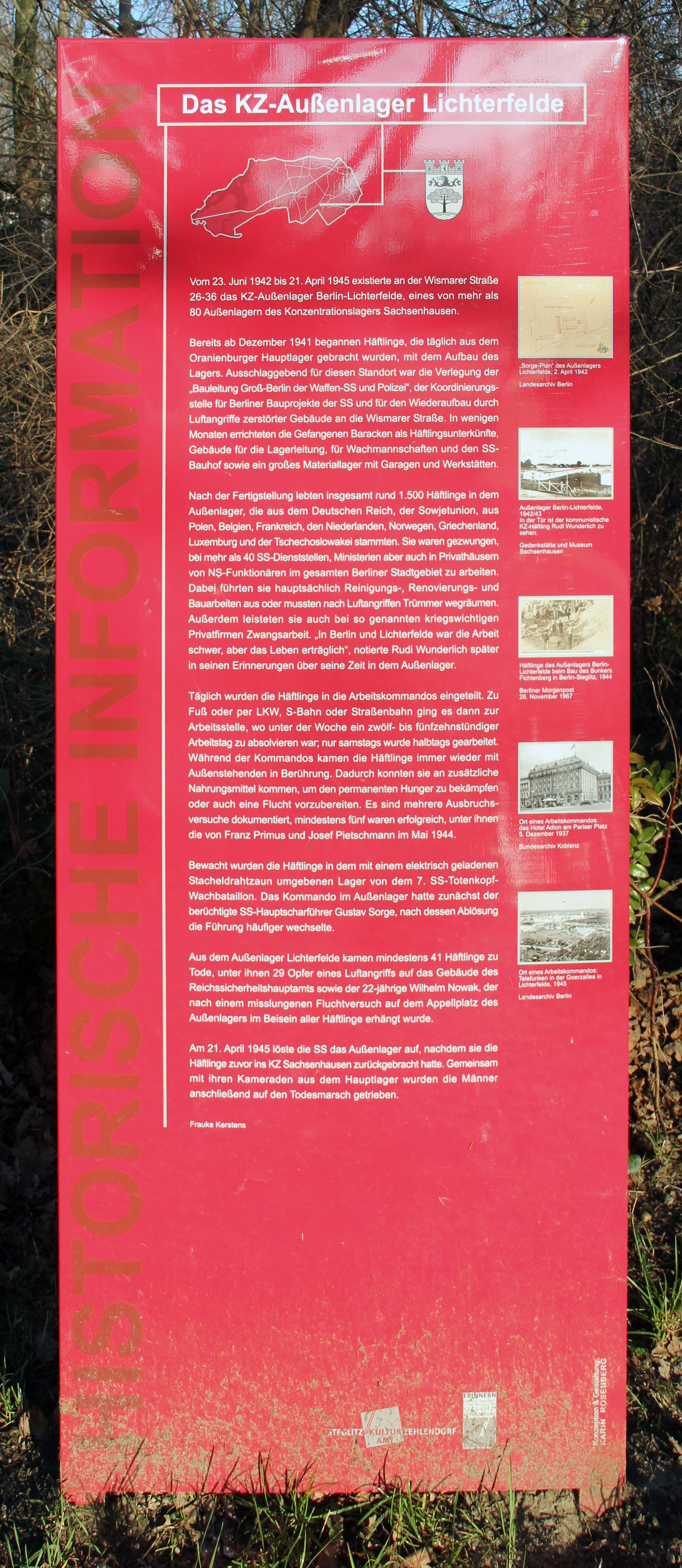
Informationsstele von 2015

Im Jahr 2000 wurde die Säule der Gefangenen, eine Stele aus Basalt des Bildhauers Günther Oellers, an der Wismarer Straße eingeweiht. Das Mahnmal ist nahe der entlang dem Teltowkanal führenden Promenade und der über den Kanal führenden Eugen-Kleine-Brücke in die Bürgersteiganlage integriert. Die Grundfläche bildet eine quadratische Betonplatte, auf die eine Gussstahlplatte mit Montierungslaschen zur Fixierung des irregulärer behauenen Basaltstelensteins aufgeschraubt wurde. Die vier Meter hohe Stele stellt mit im oberen Teil stark stilisiert und dunkel hinterlegten Ritzungen von Kopfprofilen eine eng aneinander gepresste Gruppe von Menschen dar. Eine um die Stele gelegte Eisengliederkette unterstreicht den Eindruck, dass die angedeutete Menschengruppe gefesselt ist. Die Kosten in Höhe von rund 70.000 DM trug die Wohnbau GmbH, die das Areal zwecks Wohnungsbau erworben hat.
Im Boden davor befindet sich seit 2001 eine in das Granitpflaster eingelassene bronzene Gedenktafel mit erhabenen Lettern, die vom Verein Initiative KZ-Außenlager Lichterfelde gestiftet wurde. Die 15-zeilige Inschrift der rechteckigen Gedenktafel berichtet über das KZ-Außenlager Lichterfelde:

„VON JUNI 1942 BIS 21. APRIL 1945 BEFAND SICH

IN DER WISMARER STRASSE 26/36 EIN

AUSSENLAGER DES NATIONALSOZIALISTISCHEN

KONZENTRATIONSLAGERS SACHSENHAUSEN.

ETWA EINTAUSENDFÜNFHUNDERT POLEN, DEUTSCHE,

BELGIER, FRANZOSEN, NIEDERLÄNDER, NORWEGER,

ÖSTERREICHER, UKRAINER, TSCHECHEN UND RUSSEN

MUSSTEN VON HIER AUS ZWANGSARBEIT FÜR ÖFFENTLICHE

EINRICHTUNGEN UND PRIVATE FIRMEN LEISTEN.

SICHTBAR FÜR DIE BERLINER BEVÖLKERUNG FÜHRTEN

SIE INSBESONDERE RÄUMUNGEN NACH BOMBENANGRIFFEN

DURCH. SIE WAREN HÄFTLINGE, WEIL SIE DEN POLITISCHEN,

SOZIALEN, RELIGIÖSEN ODER RASSISTISCHEN NORMEN

DER NATIONALSOZIALISTEN NICHT ENTSPRACHEN.“

Seit 8. Mai 2006 befindet sich am gegenüberliegenden Ufer des Teltowkanals an der Wismarer Straße 18a ein Stolperstein für den ermordeten Wilhelm Nowak.
Seit 2015 befindet sich zudem eine rote regionalhistorische Informationsstele unmittelbar an der Teltowkanal-Promenade unweit des Mahnmals.
Am Mahnmal findet jährlich am Tag der Befreiung, dem 8. Mai, eine Gedenkveranstaltung statt.

## Rezeption
1965 veröffentlichte Liselotte Welskopf-Henrich den biografisch-autobiografischen Roman Jan und Jutta, der wahrheitsgetreu die Erlebnisse der Autorin (unter dem Namen Jutta Hartung) und ihres späteren Mannes Rudolf Welskopf (unter dem Namen Jan Möller) beschreibt, von der Lebensgeschichte vor dem Kennenlernen über das noch flüchtige Kennenlernen, während sie die im Nachbarhaus arbeitenden KZ-Häftlinge mit Essen versorgte, hin zu seinem heimlichen Brief, der zu Fluchtplänen und schließlich zur Flucht aus dem KZ-Außenlager Lichterfelde und dem anschließenden Verstecken in Berlin und Leipzig führte.
2008 haben fünf Schüler des Beruflichen Gymnasiums am damaligen OSZ Bürowirtschaft und Verwaltung, der heutigen Louise-Schroeder-Schule, u. a. Interviews mit sechs ehemaligen Häftlingen des Außenlagers geführt und daraus einen 35-minütigen Dokumentarfilm unter dem Titel Damals waren wir Nummern, heute sind wir Menschen. Zeitzeugen berichten über das KZ-Außenlager Lichterfelde gemacht. Der Film, der in Kooperation mit der Initiative KZ-Außenlager Lichterfelde und dem Medienverein Metaversa entstanden ist, hat vielfache Aufmerksamkeit gefunden. So feierte er im Kino Bali in Berlin-Zehlendorf u. a. in Anwesenheit des damaligen Bezirksbürgermeisters Norbert Kopp Premiere, wurde im Rahmen der Veranstaltung denk!mal im Abgeordnetenhaus von Berlin vorgestellt und belegte beim Bundeswettbewerb Video der Generationen 2009 den zweiten Platz.

## Bekannte Häftlinge
- Hans Grundig (1901–1958) wurde 1942 in das KZ-Außenlager Lichterfelde verlegt und dort im Baubüro als technischer Zeichner eingesetzt; 1944 meldete er sich zusammen mit anderen politischen KZ-Häftlingen zum Fronteinsatz in der berüchtigten SS-Sondereinheit Dirlewanger, von wo aus er zügig zur Roten Armee überlaufen konnte, und nahm so am Zweiten Weltkrieg teil[12]
- Rudolf Welskopf (1902–1979), ab 1943 als Handwerker eingesetzt gelang ihm am 27. Juli 1944 die Flucht durch die Hilfe von Elisabeth Charlotte Henrich, der in späteren Jahren als Schriftstellerin bekannten Liselotte Welskopf-Henrich, die ihn anschließend bis Kriegsende versteckte
- Rudolf Wunderlich (1912–1988), ab 1942 im Lager wurde er der erste Lagerälteste; am 10. Juni 1944 gelang ihm die Flucht[13]

## Trivia
1997 wurden bei einer Ausgrabung auf dem Areal (Fundstelle 1735), bei der es eigentlich um die Suche nach Resten einer jungbronzezeitlichen Siedlungsstelle in Vorbereitung der geplanten Bebauung ging, neben Funden aus der Vor- und Frühgeschichte sowie dem Mittelalter auch Funde aus dem 20. Jahrhundert gemacht, die dem KZ-Außenlager zuzuordnen waren. Neben drei Barackenfundamenten, Splitterschutzgräben und mehreren Abfallgruben wurde u. a. Stacheldraht mit Isolatoren gefunden. Die beweglichen Exponate befinden sich im Museum für Vor- und Frühgeschichte.
Etwa 1700 Meter Luftlinie entfernt bestand zwischen 1940 und 1945 ein Kriegsgefangenenlager für französische Soldaten, siehe Stalag III D.